# ピン子の時間
ピン子の時間（ぴんこのじかん）は、泉ピン子の冠番組としてTBS系列で放送されたバラエティ番組。

## 概要
TBSの局内で清掃の仕事を行うピンちゃん（泉ピン子）が、芸能人の悩みを解決する。
また、スタジオでは悩み解決のVTRを見た出演者がトークを繰り広げる。
なお、ぴったんこカン・カン（ピンちゃんの掃除のロケ日は2005年3月25日）では、ピンちゃんの母親（泉ピン子）が出演した。

## 放送日・時間
1. 2005年5月11日水曜日18:55～20:48(JST)
2. 2008年9月26日金曜日18:55～20:54(JST)

## 出演
- 泉ピン子

### ゲスト
第1回
- 美川憲一
- 勝俣州和
- ベッキー
- ヒロシ
- 友近
- 斎藤哲也（当時TBSアナウンサー）
- 井上マー

第2回
- 橋田壽賀子
- 高田純次
- ジャガー横田
- 村上知子（森三中）
- 髭男爵
- 細山貴嶺
- 岡田斗司夫
- 駒田健吾（TBSアナウンサー）

## 主な企画

### 第1回

#### 旅の時間
「一発屋で終わるかもしれない」と心配するヒロシが、「うだつがあがる」の語源の徳島県脇町の劇場「オデオン座」で、「お笑いショー」を開く。ヒロシの前座として泉ピン子やスナックのママ(友近)が登場。

#### ダイエットの時間
美空ひばり誕生物語「おでことおでこがぶつかって」（TBS系列、2005年5月29日放送）に主演する泉ピン子が役作りの為にダイエットし、ダイエット中に開発したダイエットメニューで斎藤哲也アナウンサーと熱海ダイエット合宿を行う。

## スタッフ

### 第1回
- 構成：鈴木おさむ、都築浩、若尾守重、塚田ゆみ、播田ナオミほか
- TK(タイムキーパー)：城真弓
- ディレクター：川口央、藤村卓也ほか
- 演出：竹永典弘
- プロデューサー：谷澤美和
- チーフプロデューサー：阿部龍二郎
- 技術協力：東通
- 制作協力：ファルコン、ボトム
- 制作：TBSテレビ
- 製作著作：TBS

### 第2回
- 構成：都築浩、塚田ゆみ
- AP：大山小百合、松原元美
- ディレクター：金子美樹、小西憲太郎、菊島由佳子
- 演出：川口央
- プロデューサー：高宮望、藤村卓也
- 技術協力：東通
- 美術協力：アックス
- 制作：ボトム
- 製作著作：TBS